# Viri Llop
Viri Llop (en llatí: Virius Lupus) va ser un polític i militar romà de finals del segle ii i principis del segle iii.
Va néixer al voltant del 160, fill de Luci Viri i la seva esposa Antònia. Va ser llegat d'una de les províncies romanes de Germània i va fer costat a Septimi Sever durant la guerra civil que va seguir la mort de l'emperador Pèrtinax. L'any 196, les seves tropes foren derrotades per les de Clodi Albí, que havia deixat Britànnia per reclamar el títol d'emperador. Albí, però, va ser derrotat i mort per Septimi Sever, i quan Sever va ser proclamat emperador el 197, va nomenar Viri Llop governador de Britànnia.
Per aquells temps la província era escenari de múltiples revoltes, perquè quan Albi havia marxat cap a la guerra, s'havia endut gairebé totes les tropes romanes de la regió. Curt de tropes, Llop va haver de comprar la pau al poble dels meates, que vivien al nord en terres properes als territoris dels caledonis, per evitar la unió d'ambdós pobles. Després va anar recuperant a poc a poc el control del territori, si bé el Mur d'Adrià no fou reconstruït fins al 205. Durant el seu càrrec va ser assistit per Sext Vari Marcel, procurator i probablement responsable de la futura divisió de Britànnia en dues províncies (superior i inferior). Llop va governar fins al 201 o 202 i s'han trobat diverses inscripcions a Britànnia amb el seu nom.